# Discodermia sinuosa
Discodermia sinuosa är en svampdjursart som beskrevs av Carter 1881. Discodermia sinuosa ingår i släktet Discodermia och familjen Theonellidae.
Artens utbredningsområde är havet utanför Indien. Inga underarter finns listade i Catalogue of Life.